# Wolne Terytorium Triestu
Wolne Terytorium Triestu (wł. Territorio Libero di Trieste, słoweń. Svobodno tržaško ozemlje, chorw. Slobodna teritorija Trsta, serb-chorw. Слободни Териториј Трста, wen. Teritorio Libero de Trieste) – twór państwowoprawny istniejący w latach 1947–1954 na pograniczu Włoch i Jugosławii, na wybrzeżu północnej części Morza Adriatyckiego, pod bezpośrednią odpowiedzialnością Rady Bezpieczeństwa Organizacji Narodów Zjednoczonych w następstwie II wojny światowej.
Powierzchnia 738 km², ludność około 350 tys., w tym miasto Triest 260 tys. Przybliżony skład etniczny: 75% Włosi, 20% Słoweńcy, 5% inni. Wolne Terytorium Triestu obejmowało północno-zachodnie wybrzeże półwyspu Istria oraz miasto portowe Triest z niewielkim zapleczem i korytarzem łączącym je z Włochami. Znajdowało się pod mieszaną wojskową administracją USA i Wielkiej Brytanii (strefa A – miasto Triest z korytarzem do granicy włoskiej) i Jugosławii (strefa B – obszar na Istrii). W 1954 zostało podzielone między Włochy (strefa A) i Jugosławię (strefa B).
Triest (wł. Trieste, słoweń. Trst), port obsługujący ruch towarowy i pasażerski z terenów północnych Włoch, północnej Jugosławii i Austrii, stanowił bramę między Adriatykiem a Europą Środkową. Ta jego rola spowodowała, że stał się zarzewiem konfliktu między blokami sowieckim i zachodnim. Na konflikt polityczny i ideologiczny nałożył się konflikt narodowościowy – miasto leży na pograniczu włosko-słoweńskim (sam Triest jest miastem w przeważającej części włoskim, ale okoliczne miejscowości są do dziś w przeważającej mierze słoweńskie). W grę wchodziły również resentymenty – podczas włoskich rządów w mieście, w latach 1918–1945, ludność słoweńska była dyskryminowana i programowo italianizowana przez władze faszystowskie. Używanie języków słowiańskich było zakazane, a nazwiska słowiańskie były przymusowo zmieniane na włoskie.
W końcowej fazie II wojny światowej, w obliczu klęski Osi, Amerykanie i Brytyjczycy operujący we Włoszech uzgodnili z partyzantami Tity granice, w jakich miała być okupowana włoska przygraniczna prowincja Wenecja Julijska (Venezia Giulia). Jednak na przełomie kwietnia i maja 1945 partyzanci jugosłowiańscy zajęli większość Wenecji Julijskiej łącznie z Triestem. Okres 40 dni komunistycznej okupacji zaznaczył się czystką – zamordowano kilka tysięcy osób (dostępne źródła podają rozbieżne i mało konkretne dane), wrzucając zwłoki do krasowych jam zwanych foiba. Wydaje się, że czystka nie miała charakteru etnicznego, lecz polityczny, bowiem mordowano również antykomunistycznych działaczy słoweńskich. W rezultacie presji mocarstw zachodnich i braku poparcia Związku Radzieckiego armia jugosłowiańska wycofała się z Triestu. 9 czerwca 1945 w Belgradzie rządy brytyjski i amerykański zawarły z rządem Tity porozumienia, na mocy których już od 12 czerwca 1945 wojska amerykańskie i brytyjskie okupowały część Wenecji Julijskiej po tzw. linię Morgana (biegnącą mniej więcej równolegle do obecnej granicy włosko-słoweńskiej, 10 do 20 km na wschód od niej) oraz miasto Pula na Istrii.
Amerykańsko-brytyjska okupacja Wenecji Julijskiej trwała do czasu wejścia w życie traktatu pokojowego z Włochami. Podpisany 10 lutego 1947 traktat ustalał granicę włosko-jugosłowiańską wzdłuż linii zaproponowanej przez przedstawicielstwo Francji, z tym, że na zachód od tej linii ustanowiono Wolne Terytorium Triestu. Składało się ono z dwóch stref: strefę A stanowił Triest z wąskim pasem wzdłuż wybrzeża na północ od miasta, strefę B stanowiła północno-zachodnia część Istrii z miastami Koper i Buje. Tymczasowo strefa A miała pozostawać pod wojskową administracją USA i Wielkiej Brytanii, strefa B – Jugosławii. Wojska każdego z tych trzech państw miały nie przekraczać 5 000 żołnierzy. Władzę cywilną na całym terytorium miał sprawować gubernator ustanowiony przez Radę Bezpieczeństwa ONZ, który po ustabilizowaniu sytuacji miał zwolnić wojska okupacyjne. Językami urzędowymi miały być włoski i słoweński, a w niektórych gminach również chorwacki.

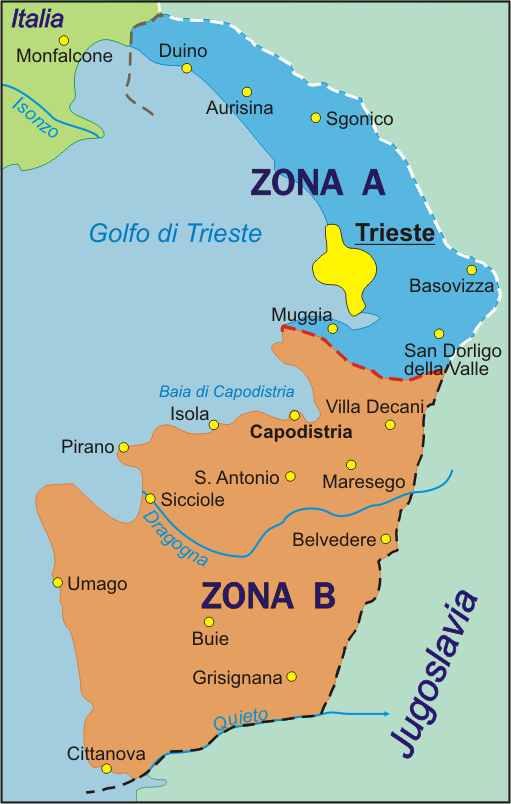
Wolne Terytorium Triestu

Po wejściu w życie traktatu, 15 i 16 września 1945, wojska angloamerykańskie wycofały się do strefy A Wolnego Terytorium Triestu. Wobec niepowołania cywilnego gubernatora (na skutek tarć politycznych w RB ONZ) w założeniu tymczasowa administracja i okupacja wojskowa nabrała permanentnego charakteru.
15 października 1946 wytyczono granicę z Włochami.
Strefa B została w praktyce stopniowo zaanektowana przez Jugosławię. Do strefy wprowadzono traktatowe 5 000 żołnierzy: 3 bataliony piechoty, 3 bataliony zmechanizowane, jeden batalion czołgów, 3 dywizjony artylerii. Nad granicą włoską skoncentrowano 4 armie w sile (według różnych szacunków) 50-110 tysięcy żołnierzy. Komendantem strefy B był Mirko Lenac, a od marca 1951 Miloš Stamatović.
Strefa A pozostawała pod wojskową administracją USA i Wielkiej Brytanii. Komendantem strefy A, rezydującym na zamku w Duino (Devin), został brytyjski generał major Terence Sydney Airey, którego 1 kwietnia 1951 zastąpił generał major Thomas John Willoughby Winterton. Wojska brytyjskie w Trieście określono mianem BETFOR (British Element Trieste Force), składały się z 24. gwardyjskiej brygady piechoty. Wojska amerykańskie tworzyły specjalną jednostkę zwaną TRUST (Trieste United States Troops), składały się głównie z 351. pułku 88. dywizji piechoty z licznymi jednostkami pomocniczymi.
W strefie A dużą rolę odegrały ruch komunistyczny, intensywna propaganda i strajki inspirowane przez komunistów (zarówno włoskich, jak i słoweńskich). Ponadto dochodziło do starć na tle narodowościowym. W tej sytuacji wojska angloamerykańskie współpracowały z Włochami – jako walutę strefy wprowadzono lir włoski, zniesiono kontrolę paszportową na granicy z Włochami. Jako język urzędowy wprowadzono włoski, dopuszczając używanie słoweńskiego. Stopniowo poprawiała się sytuacja gospodarcza miasta. Strefa otrzymywała dotacje z planu Marshalla (1948 – 17,9 mln $, 1949 – 13,4 mln $) i pomoc finansową od Włoch (łącznie 40,4 mln $). W 1949 Triest liczył 278 tysięcy mieszkańców.
11 maja 1952 dopuszczono Włochy do współadministrowania strefą A. Wzbudziło to gwałtowny protest Jugosławii, co zaowocowało napięciem w regionie – włoska armia i marynarka zostały postawione w stan pogotowia. 29 sierpnia 1953 Stany Zjednoczone i Wielka Brytania ogłosiły zamiar przekazania strefy A Włochom. Rząd jugosłowiański natychmiast zagroził wysłaniem swoich wojsk, gdyby do strefy A weszły wojska włoskie. Wobec tego rządy brytyjski i amerykański zgodziły się na podział terytorium. 5 października 1954 w Londynie Stany Zjednoczone, Wielka Brytania i Jugosławia zawarły porozumienie w formie memorandum. Na jego mocy 25 października 1954 Wolne Terytorium Triestu w praktyce zakończyło swoje istnienie. Strefa B wraz ze skrawkiem strefy A (łącznie 523 km²) została przekazana pod cywilną administrację Jugosławii, gdzie weszła w skład Słowenii i Chorwacji. Strefa A (pozostałe 236 km²) została przyłączona do Włoch, przy czym Jugosławii zagwarantowano możliwość korzystania z portu w Trieście. Mocą traktatu z Osimo, zawartego przez Włochy i Jugosławię 10 listopada 1975, podział ten został uznany za ostateczny.